# Gerrit de Vries
Gerrit Abrahamszoon de Vries (Haarlem, 22 febbraio 1818 – L'Aia, 4 marzo 1900) è stato un politico olandese, primo ministro dei Paesi Bassi dal 4 giugno 1872 al 27 agosto 1874.
Nel 1872, dopo la morte del primo ministro Johan Rudolf Thorbecke, de Vries lascia il suo incarico al Consiglio di Stato per sostituirlo alla guida del governo.
Al termine della sua esperienza a capo dell'esecutivo torna al Consiglio di Stato.